# Дом Гессе

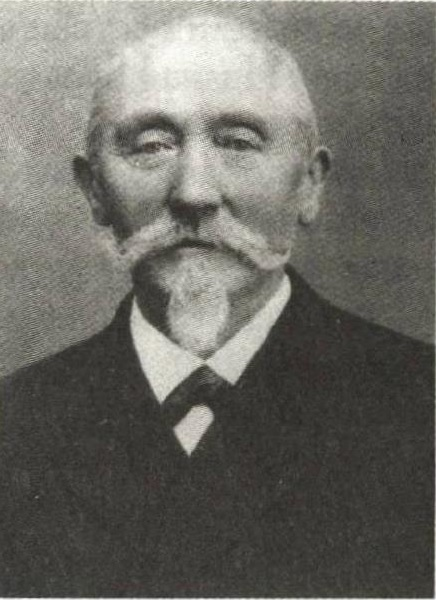
Август Гессе — заказчик постройки и первый владелец дома

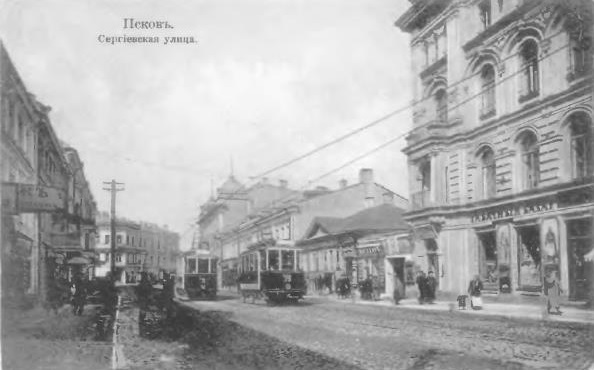
Сергиевская улица в Пскове. Справа виден угол дома Гессе с вывеской магазина «Табачный базар»

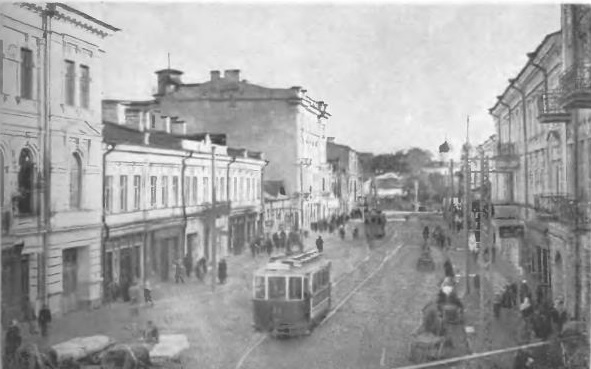
Псков. Трамвай на Сергиевской улице. Фотография XIX века

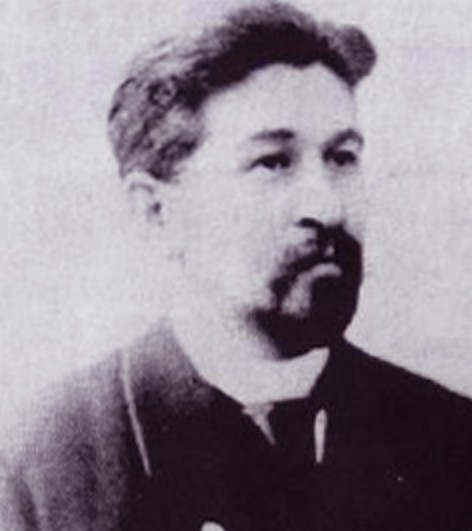
Фёдор Нестурх в период работы городским архитектором Пскова

Дом Ге́ссе — историческое здание в Пскове, расположенное по адресу Октябрьский проспект, 12 (быв. Сергиевская улица) — одна из архитектурных достопримечательностей современного Пскова, памятник архитектуры регионального значения. Дом возведён в 1897 году по проекту известного архитектора Ф. П. Нестурха для псковского предпринимателя и мецената, потомственного почётного гражданина Августа Фёдоровича Гессе.

## История постройки
Четырёхэтажный доходный дом на Сергиевской — одно из самых высоких городских зданий на момент сдачи в эксплуатацию. Заказчик строительства Август Фёдорович Гессе — страховой агент и купец, гласный псковской городской думы — был одним из виднейших предпринимателей города. Он активно занимался благотворительностью и кредитованием. В середине 1890-х годов Гессе одолжил 25 тысяч рублей купцу С. И. Кириллову под залог кожевенного завода. Расплатиться с кредитором Кириллов не смог, и Гессе оказался собственником предприятия, благодаря чему перешёл в купеческое сословие.
В 1895 году Августу Гессе в наследство от его псковских родственников достался земельный участок на ул. Сергиевской, на котором располагалась старинная одноэтажная усадьба с двумя флигелями.
Новый собственник принял решение снести ветхие постройки на своём участке и заказал городскому архитектору Ф. П. Нестурху проект большого здания, которое было бы одновременно жилым и доходным домом.

### Сергиевская улица Пскова
Улица Сергиевская (бывшая Трупеховская) получила своё название по церкви Сергея Радонежского или «Сергия с Залужья», расположенной во дворе дома № 15 по нынешнему Октябрьскому проспекту.
Значение улицы резко увеличилось, когда по распоряжению императора Николая I проложили Динабургское шоссе (трасса Санкт-Петербург — Киев) из столицы на юг. Для проезда к нему пришлось делать новую дорогу от Сергиевской улицы.
Будучи одной из двух центральных улиц Пскова, в конце XIX века Сергиевская активно развивалась и застраивалась. После открытия Псково-Рижской железной дороги (1885), постройки вокзала и железнодорожного моста через реку Великую движение здесь стало очень оживлённым, и Сергиевская стала претендовать на статус главной городской магистрали. Был даже проложен трамвайный маршрут.
На Сергиевскую улицу выходил фасад Железного ряда псковского Гостиного двора, здесь располагались купеческие дома, магазины и гостиницы. На ней возводились новые, зачастую трёхэтажные здания: на правой стороне — дома Лоховых, Гладкова, Гельдта, Дорофеева, Медема, а на левой — Викенгейзера, Земского банка, Шпинка, Сафьянщикова, другой дом Гельдта, Поташёва. Поэтому и Август Гессе, располагавший к тому времени большим капиталом, решил вложить деньги в крупный строительный проект на Сергиевской — он рассчитывал на значительные и долговременные дивиденды.

### Проект и строительство
В том же 1895 году Ф. П. Нестурх представил заказчику проект дома. Гессе одобрил все идеи автора и не пожалел средств на их воплощение. Отделка и украшения здания были дорогостоящими и эффектными. Впрочем, «парадная» часть участка, выходящая на улицу Сергиевскую, была узкой, а два флигеля в глубине двора не требовали роскошной отделки.
Строительство, начатое в 1896 году, велось хозяйственным способом под руководством автора проекта и было завершено к 1897 году.
Новое здание сразу же было признано одной из архитектурных жемчужин городского центра. В феврале 1897 года «Псковский городской листок» написал: «Лучшим примером достоинств построек Ф. П. Нестурха служит дом господина Гессе, скрасивший всю Сергиевскую улицу».
В одной из квартир нового дома поселился сам домовладелец с семьёй, остальные сдавались внаём. В этом же здании Гессе разместил контору страховых агентств, псковским представителем которых он являлся. В помещении магазина на первом этаже до революции находился богатейший «Табачный базар» И. Н. Робачевского. Согласно «Памятной книжке Псковской губернии на 1905—1906 гг.», в первые годы XX века по этому адресу размещалось также евангелически-лютеранское женское училище, которому попечительствовал Август Фёдорович.

## Архитектурные особенности
Дом Гессе — один из наиболее интересных в Пскове примеров эклектики 2-й половины XIX века. Является первым четырёхэтажным жилым домом в Пскове конца XIX века.
Выдающееся авторское произведение архитектора Ф. П. Нестурха расположено в историческом центре Пскова. Главным фасадом выходит на одну из основных городских улиц, при этом в плане занимает небольшой участок, на котором компактно расположены дом с подвалом и со стороны двора — два флигеля, в 4 и 3 этажа.
Дом, в плане близкий к прямоугольному, расположен вдоль красной линии застройки улицы. Накрыт двухскатной крышей. Со стороны двора к дому примыкает четырёхэтажный флигель, занимающий северо-западную часть двора и крытый односкатной крышей. Северо-восточную часть двора занимает небольшой трёхэтажный флигель с односкатной крышей.

### Внешний фасад

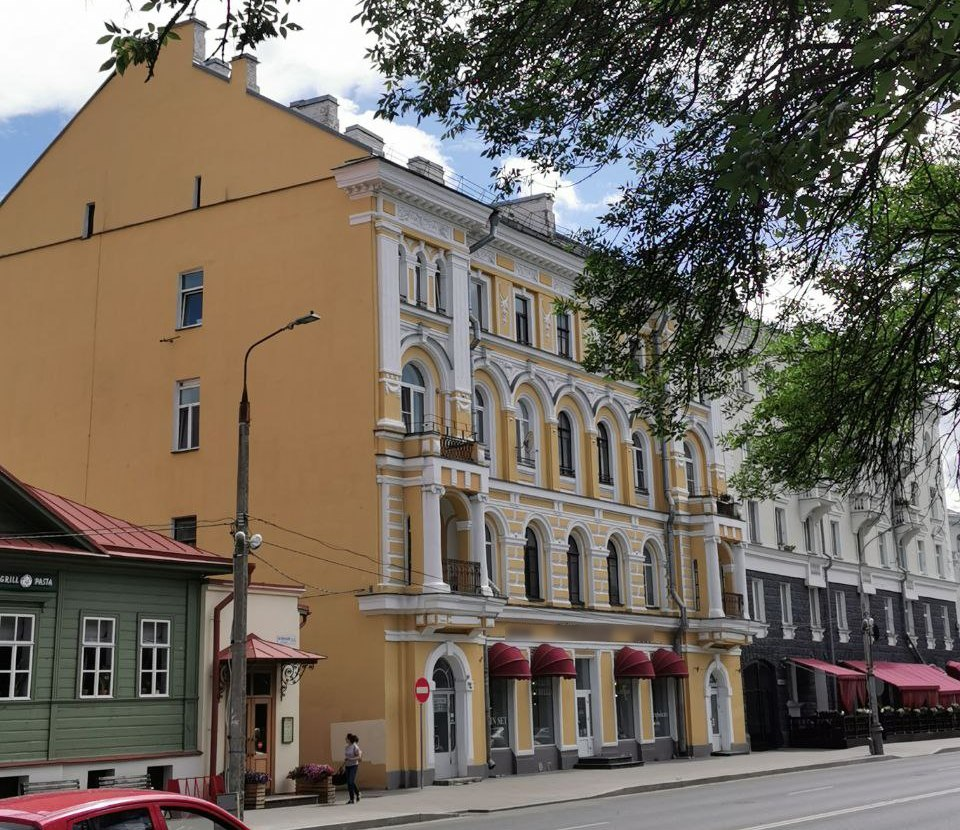
Главный фасад дома Гессе в наши дни, вид с Октябрьского проспекта

Фасады решены в характерном для конца XIX века стиле неоренессанс с обильным лепным декором. Архитектурная композиция фасада решена на основе симметрии в семи осях, без выделения центральной оси. Фланги композиции закреплены ризалитами.
По горизонтали композиция разделена на 4 яруса. В первом ярусе в ризалитах расположены арочные проёмы парадных входов в лестничные клетки, оформленные арочным наличником с «замком». По центру располагается вход в помещение магазина; витрины магазина и проём входа прямоугольные, простенки решены в виде филёнчатых лопаток.
Во втором ярусе в ризалитах устроены балконы, имитирующие лоджии, решённые в виде стилизованных портиков с арочными дверными проёмами; оконные проёмы также арочные; стена имеет крупную рустовку.
В третьем ярусе в ризалитах над «лоджиями» устроены балконы с ажурным решётчатым ограждением, проёмы с арочным завершением оформлены аркатурой и «замками» и картушами; ризалиты на высоту третьего и четвёртого ярусов оформлены стилизованными пилястрами большого ордера.
В четвёртом ярусе в ризалите устроены три узких арочных окна с простенками в виде филёнчатых лопаток; окна между ризалитами — прямоугольные с рамочным наличником; простенки решены с выступами, оформленными филёнками с гирляндами.
Все ярусы разделены междуэтажными карнизными профилированными тягами. Венчает композицию сложный карниз большого выноса: фриз украшен филёнками с лепными розетками и гирляндами; карниз поддерживается множеством лепных кронштейнов. Изначально верх крыши был обнесён парапет из столбиков и решёток (ныне утрачен).

### Внутренние фасады
Фасады внутреннего двора имеют в углах два полукруглых эркера и один гранёный на заднем фасаде дома. Отделка фасада дома и четырёхэтажного флигеля решены в едином ключе. Стены гладко оштукатурены. Под окнами второго этажа пропущена профилированная тяга; окна первого и второго этажей имеют простой наличник; в двух верхних этажах окна без наличников, их рассветы оформлены фаской.
Стены увенчаны профилированным карнизом; на стене дома под карнизом пропущена горизонтальная профилированная тяга, имитирующая фриз.
Дворовая стена трехэтажного флигеля решена идентично. Остальные стены, выходившие на смежные участки, — глухие, без отделки, за исключением небольшого фрагмента северо-западной стены, углублённого в виде гранёной выемки с оконными проёмами. Окна — прямоугольные и арочные, частично имеют наличники; под окнами второго этажа — фрагменты профилированной тяги; сверху — венчающий карниз.

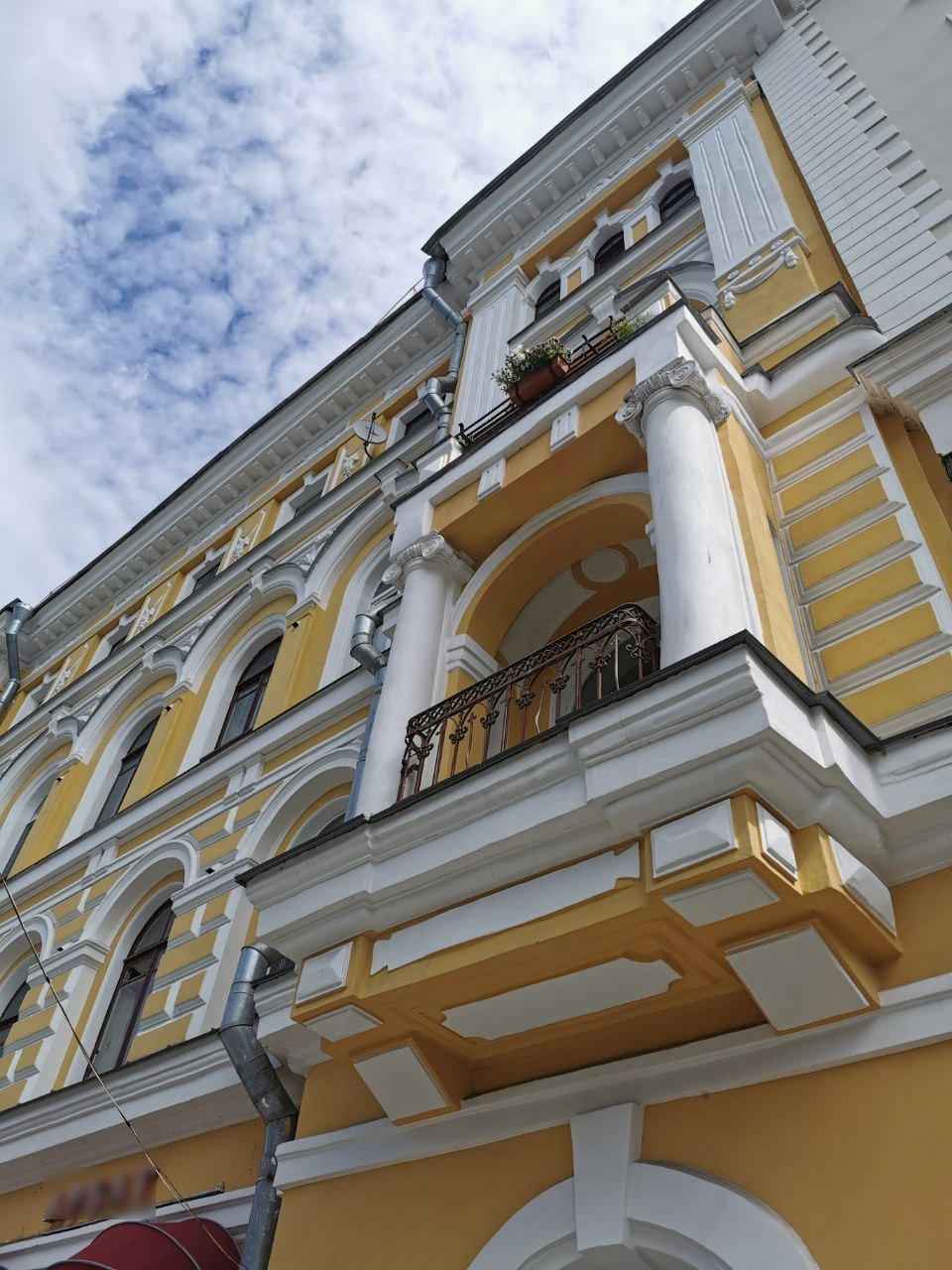
Балкон второго яруса внешнего фасада
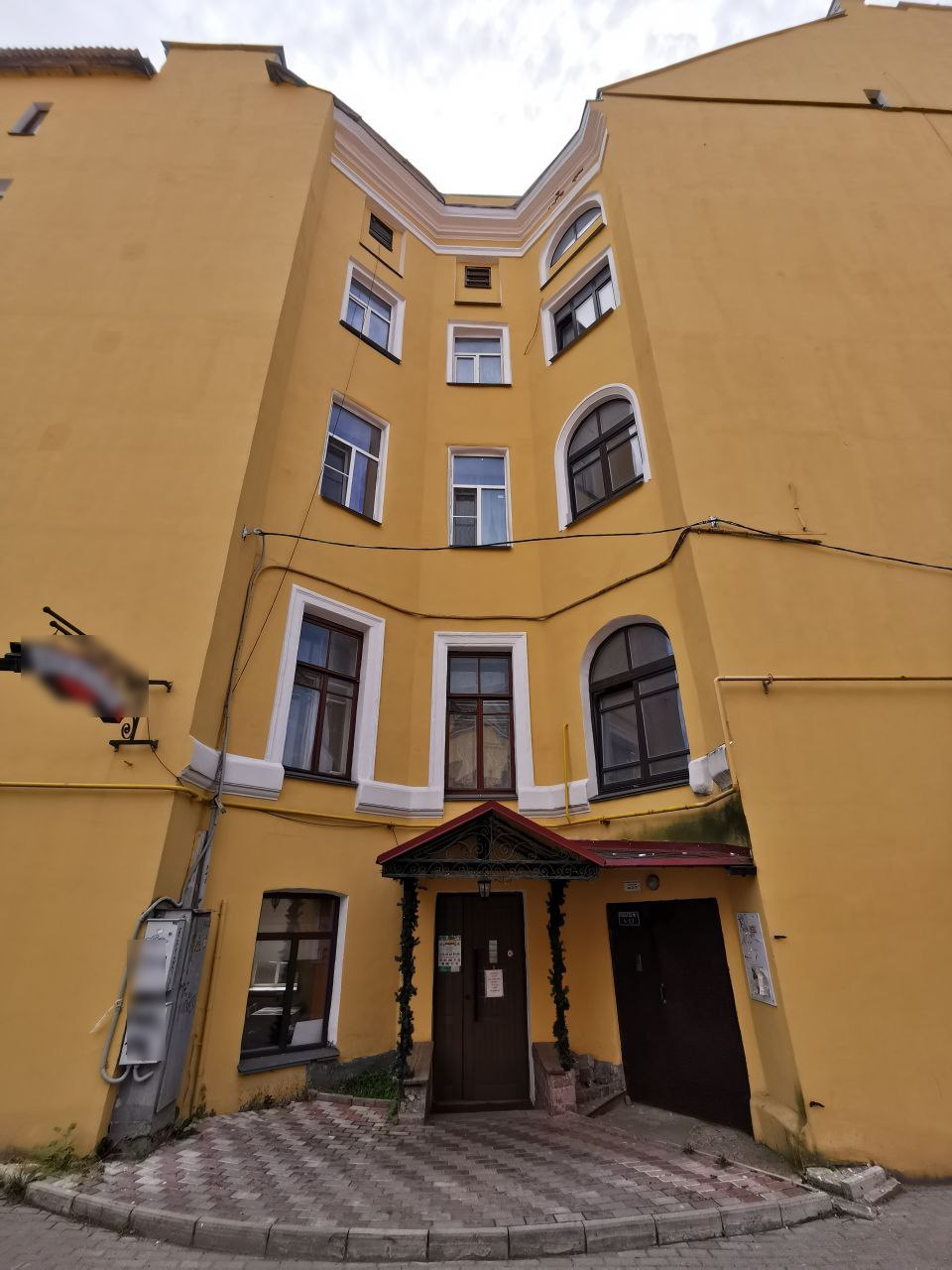
Вход в дом с заднего двора
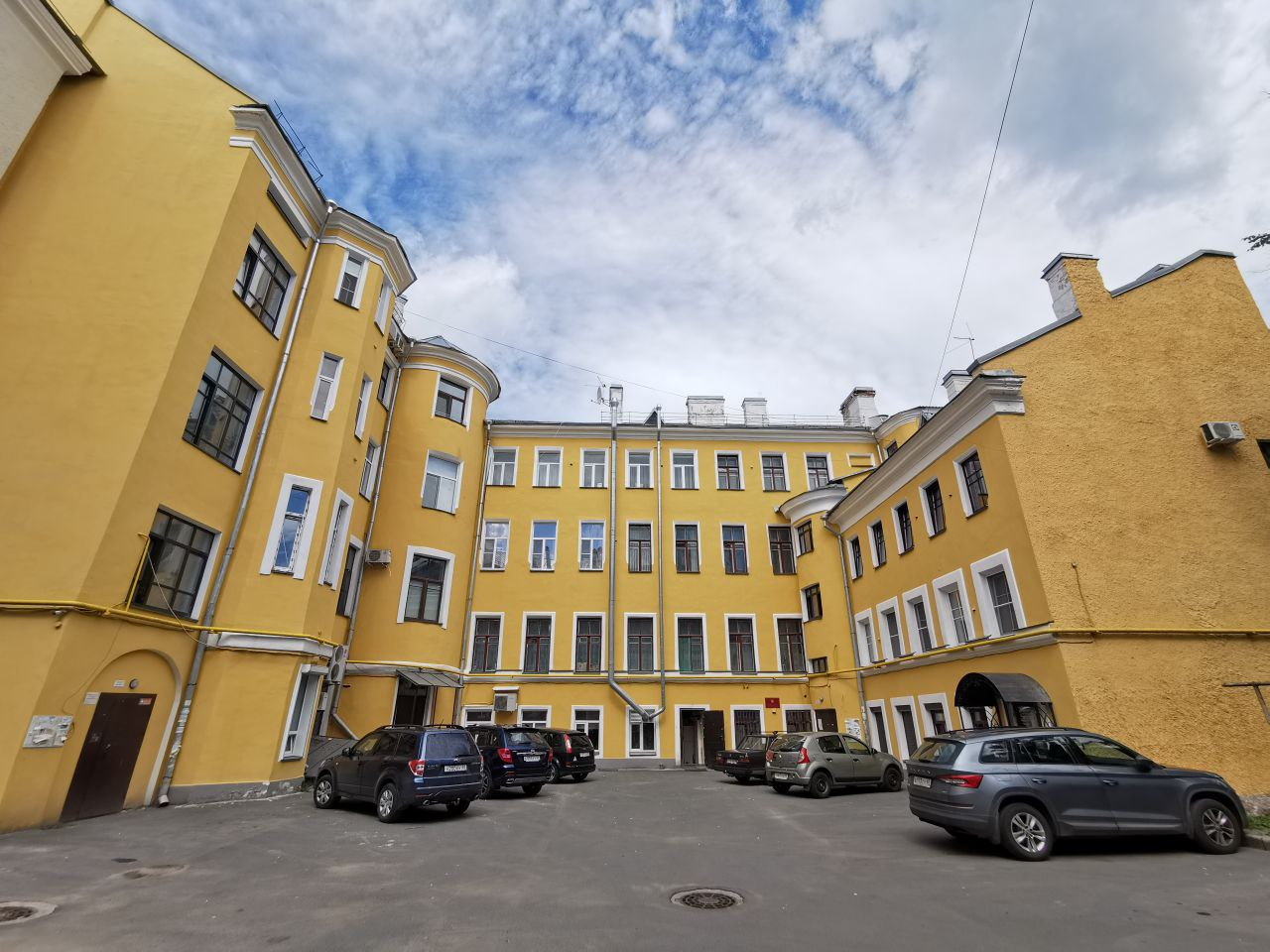
Задний фасад дома с флигелями
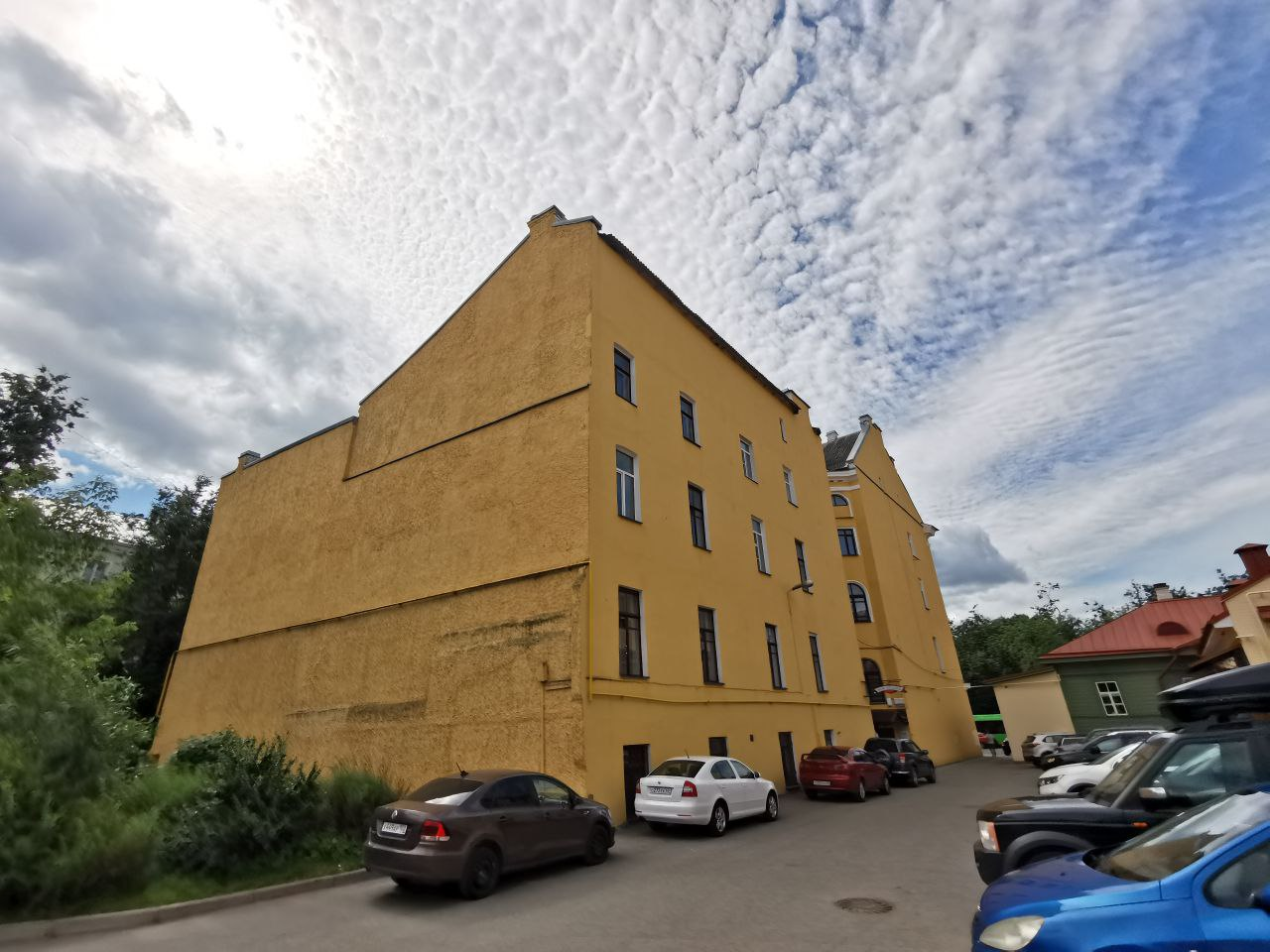
Четырёхэтажный флигель

### Планировка внутренних помещений

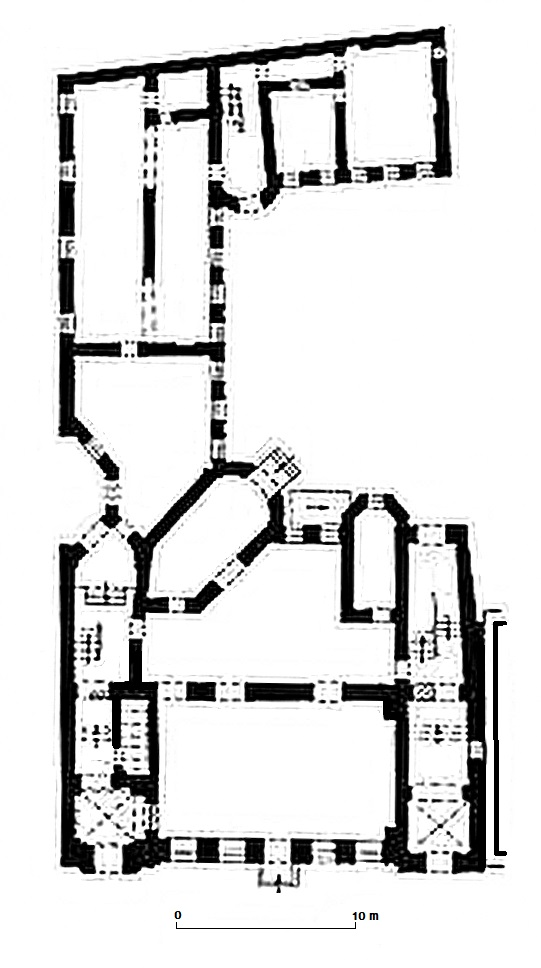
Дом А. Ф. Гессе в Пскове — схема внутренней планировки этажа

Планировочная композиция дома и флигелей сохранилась только в пределах несущих и капитальных стен. Капитальные стены, вероятно, были частично разобраны уже при советской власти, в интересах т.наз. «уплотнения» проживания, и заменены балками и лёгкими перегородками.
В первом этаже в центре расположено помещение магазина, а по флангам в ризалитах — парадные входы в вестибюли перед лестничными клетками. Комфортабельные квартиры для обеспеченных арендаторов находились на трёх верхних этажах основного здания. Флигели также были заняты квартирами, но выглядели значительно скромнее, хотя архитектор сохранил единство стиля для всей постройки.
Высота помещений дома:
- в первом этаже — 4 м;
- во втором этаже — 4.13 м;
- в третьем этаже — 3.8 м;
- в четвёртом этаже — 3.33 м;
- во флигелях — 2.84 м.

Фундаменты бутовые ленточные; стены наружные и внутренние капитальные из кирпича толщиной 0.75 м; перегородки и перекрытия деревянные; крыши стропильные, крыты изначально железом (ныне шифер).
Общие габариты в плане:
- дом — 23,4×18.0 м;
- четырехэтажный флигель — 25,54×9.0 м;
- трехэтажный флигель — 12,8×8.35 м.

Сохранившаяся планировочная композиция одинакова на всех этажах, кроме подвала. Подвальные помещения имеются только под средней частью дома, исключая ризалиты.
Помещения разделены продольной несущей стеной и капитальной поперечной стеной по центру дома. Надземная часть дома разделена продольной несущей стеной; лестничные клетки расположены со стороны двора.
В четырехэтажном флигеле сохранилась одна поперечная капитальная стена на всю высоту этажей и фрагменты продольной несущей стены.
Трехэтажный флигель разделен на три объёма капитальными поперечными стенами на всю высоту этажей. Лестничная клетка примыкает к четырехэтажному флигелю.

## История дома

### Дом Гессе до Октябрьской революции
С началом XX столетия коммерческие дела заказчика строительства А. Ф. Гессе пришли в упадок. Он вложил большие средства в кожевенный завод и дорогостоящий жилой дом, переоценил свои финансовые возможности и влез в неоплатные долги.
Псковский окружной суд начал процедуру банкротства. 30 ноября 1904 года купца Августа Гессе официально признали несостоятельным должником. Для расчёта с кредиторами ему пришлось продать кожевенный завод и домовладение на Сергиевской.
Дом на Сергиевской в 1905 году купил на условиях дружественной сделки петербургский дворянин Л. З. Лансере — председатель правления Русского страхового (от огня) общества, инспектором которого долгие годы был Гессе. Вскоре дом перешёл в собственность самого Общества. Он сохранил статус коммерческой недвижимости, причём Гессе продолжал в нём жить и вести дела до самой своей смерти 10 октября 1916 года. Его сын Александр проживал там же и после смерти отца, до 1920 года.

### Дом Гессе в советское время
После революции 1917 года дом Гессе был национализирован. Во время Гражданской войны 25 ноября 1918 года Псков заняли части 7-й армии РККА. Чрезвычайный комиссар Псковского участка фронта и председатель ВРК Псковского уезда Ян Фабрициус разместил в доме Гессе свой штаб, который находился в здании вплоть до мая 1919 года, когда красные были вынуждены сдать город эстонцам.
После утверждения советской власти и завершения Гражданской войны дом сохранил статус жилого здания. Его интерьеры начали активно перегораживать, создавая коммунальные квартиры. В 1930-е годы была проведена перепланировка, целью которой являлось увеличение жилых площадей. В этот период некоторые этажи лишились части несущих стен, которые заменили лёгкими балками и перегородками.
В годы Великой Отечественной войны дом серьёзно пострадал от обстрелов и бомбардировок, однако подвал, фундамент и часть стен сохранились. В 1946 году дом Гессе был восстановлен, приспособлен под жильё и передан в распоряжение псковского Горжилуправления. На первом этаже открылся универсам «Октябрьский».
Впоследствии торговые предприятия в первом этаже здания, стоящего в выгодной точке центрального городского проспекта, много раз менялись. Место универсама занял книжно-агитационный магазин «Пропагандист», затем — магазины канцтоваров и культтоваров, гастроном. Сейчас здесь находится магазин молодёжной одежды.

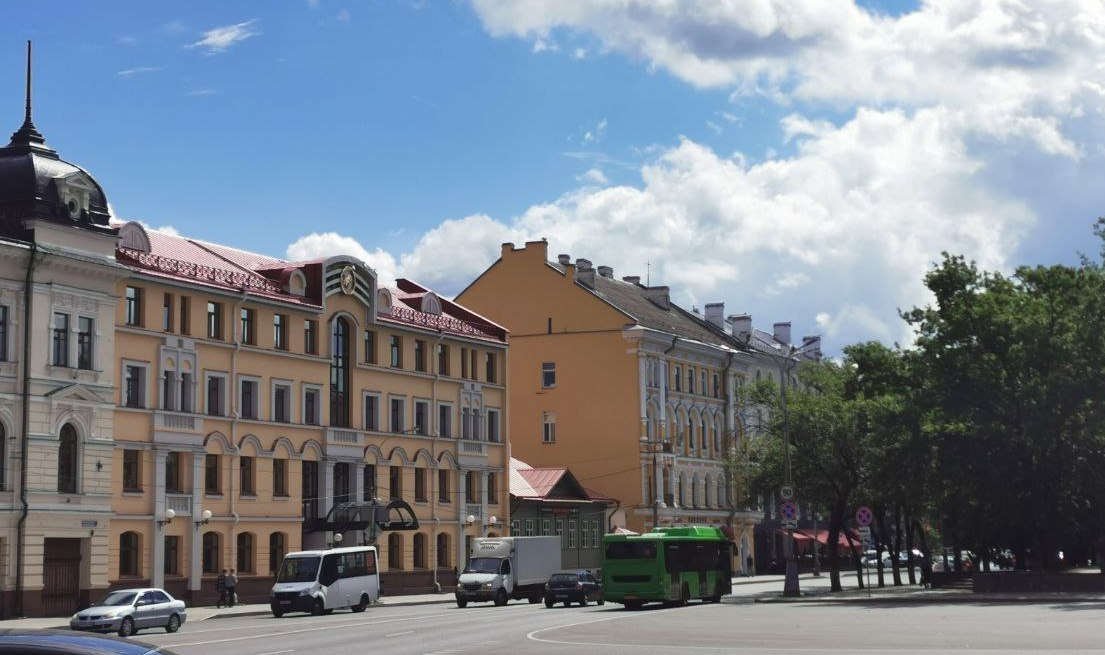
Вид на Октябрьский проспект современного Пскова с домом Гессе в перспективе

### Состояние и статус в настоящее время
В наши дни тщательно отреставрированное здание эффектно дополняет исторический архитектурный ансамбль городского центра Пскова. Маркизы над витринами первого этажа в точности повторяют оригиналы, известные по фотографиям столетней давности.
Согласно Постановлению Псковского областного совета депутатов, с 30 января 1998 года жилой доходный дом Августа Федоровича Гессе является объектом культурного наследия регионального значения как памятник жилой архитектуры и истории псковского предпринимательства.
14 июня 2012 года статус здания как памятника архитектуры был закреплён Постановлением Псковского областного Собрания депутатов № 187. Дом Гессе был внесён в государственный список недвижимых памятников истории и культуры, подлежащих охране как памятники местного значения.
В 2020 году в соответствии с приказом Комитета по охране объектов культурного наследия Псковской области были утверждены границы участка, относящегося к дому Гессе как объекту культурного наследия, а также нормативно определён режим использования как самого дома, так и прилегающей к нему территории.